# Pharacocerus ebenauensis
Pharacocerus ebenauensis là một loài nhện trong họ Salticidae.
Loài này thuộc chi Pharacocerus. Pharacocerus ebenauensis được Embrik Strand miêu tả năm 1908.